# Смоленський провулок (Київ)
Смоле́нський прову́лок — зниклий провулок, існував у Жовтневому, нині Солом'янському районі міста Києва, місцевість Казенні дачі. Пролягав від проспекту Берестейського до Смоленської вулиці.

## Історія
Виник на початку XX століття під назвою 1-ша Дачна вулиця. Назву Смоле́нський провулок набув 1955 року. 
Ліквідований у середині 1980-х років у зв'язку зі знесенням старої забудови.